# Charles-Théodore (électeur de Bavière)
Karl Theodor
Pour les articles homonymes, voir Charles-Théodore de Bavière et Charles.
Charles-Théodore (en allemand Karl Theodor ou Carl Theodor) de Bavière, né le 11 décembre 1724 à Drogenbos et mort le 16 février 1799 à Munich, membre de la maison de Palatinat-Soulzbach, est marquis de Berg-op-Zoom de 1728 à 1795 (annexion par la République batave proclamée le 19 janvier 1795), comte palatin du Rhin de 1742 à 1799 et électeur de Bavière de 1777 à 1799.

## Biographie
Fils de Jean-Christian de Palatinat-Soulzbach et de Marie-Henriette de La Tour d'Auvergne, marquise de Berg-op-Zoom, une descendante des ducs de Bouillon, petite-fille de Frédéric-Maurice de La Tour d'Auvergne, comte d'Auvergne.
Le 28 juillet 1728, sa mère meurt en mettant au monde une fille décédée dès sa naissance et il hérite alors du marquisat de Berg-op-Zoom.
La mort prématurée de son oncle Joseph Charles de Palatinat-Soulzbach en 1729, de son grand-père Théodore-Eustache de Palatinat-Soulzbach en 1732, puis de son père Jean-Christian le 20 juillet 1733, le font comte palatin de Soulzbach à l'âge de huit ans et demi.
Le 31 décembre 1742, Charles-Théodore succède à son lointain parent, grand-père maternel de son épouse Charles III Philippe du Palatinat devenant électeur palatin. Le 30 décembre 1777, il succède à l’électeur de Bavière Maximilien III Joseph, réunissant sous son nom la quasi-totalité des possessions de la maison de Wittelsbach à l'exception du duché de Deux-Ponts.

### Mariages et descendance
Le 17 janvier 1742, il épouse sa cousine Élisabeth-Auguste de Palatinat-Soulzbach (1721-1794), petite-fille et seule héritière de l'électeur Charles III Philippe dont il n'eut qu'un fils, né et mort en 1761. Les deux époux vécurent séparément dans l'adultère. L'électeur eut durant cette période un certain nombre d'enfants illégitimes.
Veuf, il se remarie en 1795, malgré l'opposition de l'intéressée et de sa mère, à l'archiduchesse Marie-Léopoldine de Modène (1776 – 1848), de 52 ans sa cadette. La jeune épouse refuse tout contact physique avec lui et prend ouvertement des amants, notamment Maximilien, duc de Deux-Ponts, lointain cousin et successeur de son mari, ainsi que le comte de Montgelas, son principal ministre, en faveur desquels elle prend ouvertement parti contre son mari.

### Un monarque bienfaisant et un prince catholique

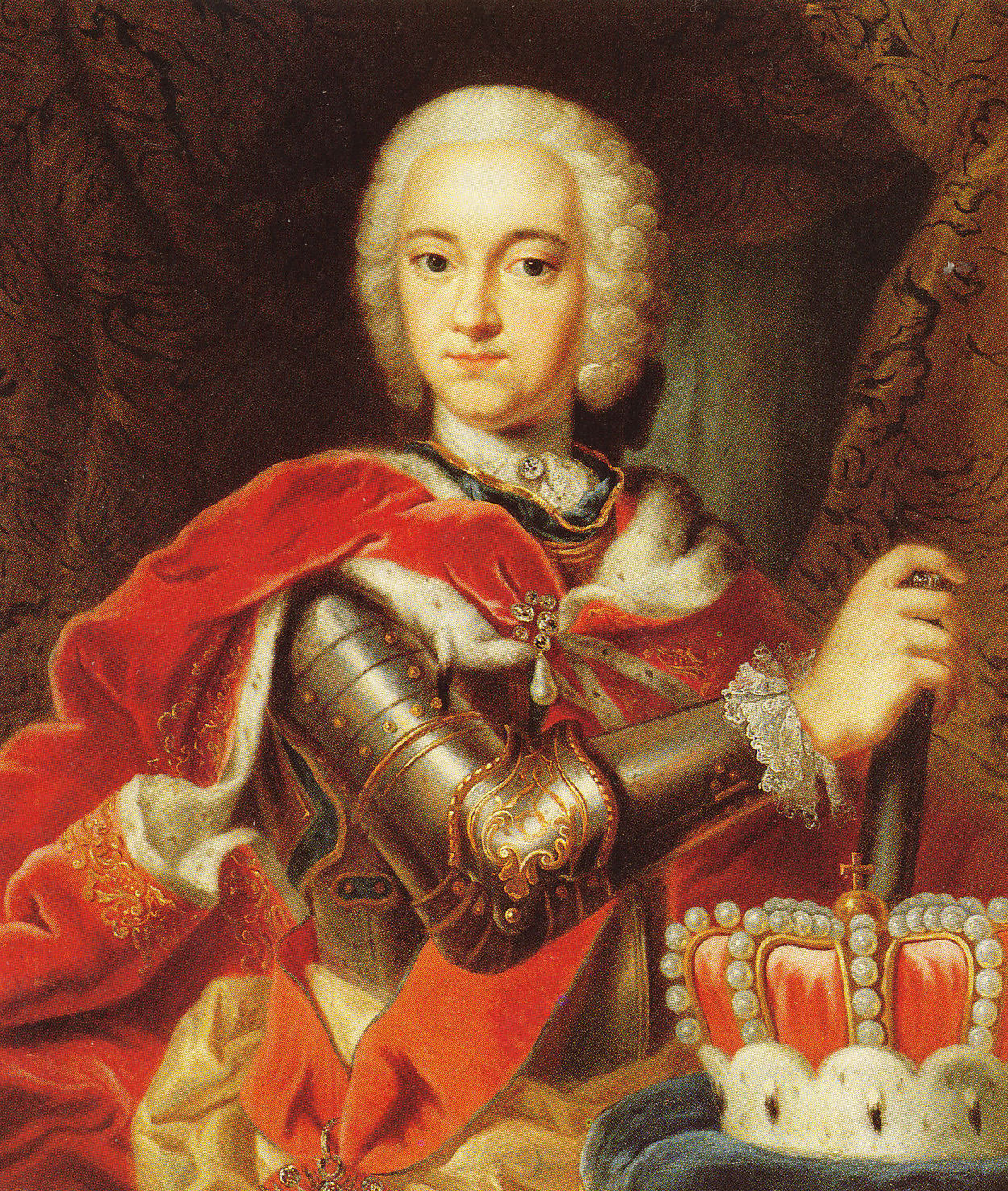
L'électeur de Palatinat en 1744.

Avant de devenir électeur palatin, il aurait soutenu l'électeur Charles-Albert de Bavière, pendant la guerre de Succession d'Autriche.
Au rétablissement de la paix en 1748, il ne s'occupa que du bien-être de ses sujets. Il fonde en 1757 à Mannheim une académie de dessin et de sculpture, puis en 1763 une académie des sciences et un cabinet d'antiquités, institutions qui attirent à elles de nombreux artistes, dont Joseph Fratrel.
Charles-Théodore a longtemps appartenu à la maçonnerie, avant de s'en éloigner sur les injonctions de son confesseur. Le 22 juin 1784, il approuva l'édit ordonnant la dissolution des Illuminés de Bavière.

### La guerre de Succession de Bavière
Fin 1777, à la mort de l'électeur de Bavière Maximilien III Joseph, sans héritier, Charles-Théodore est appelé comme chef de la branche cadette de la maison palatine à régner sur les États de Bavière, et fut accueilli à Munich en 1777.
Désirant échanger avec l'empereur Joseph II la Bavière contre les Pays-Bas autrichiens, plus proches de ses États patrimoniaux, il en fut empêché par ses héritiers de la branche de Deux-Ponts, soutenus par le roi de Prusse Frédéric II qui en prend prétexte pour s'opposer à la maison d'Autriche, et qui déclenche la guerre de Succession de Bavière dite « guerre des pommes de terre » (Kartoffelnkrieg, 1778 – 1779). La guerre finie et pour dédommager son allié, Charles-Théodore céda une minuscule partie de la Bavière à l'Autriche en vertu du traité de Teschen signé le 13 mai 1779.
Une seconde tentative d'échange en 1785 ne réussit pas davantage.

### Une mort sans descendance
Veuf sans enfants légitimes en 1794, malgré son remariage avec l'archiduchesse Marie-Léopoldine de Modène (1776 – 1848), l'électeur Charles-Théodore mourut sans postérité en 1799, et ses États vont à la maison de Deux-Ponts.